# Ciadueña
Ciadueña es una localidad y también una pedanía española de la provincia de Soria partido judicial de Almazán, comunidad autónoma de Castilla y León, España. Pueblo de la Comarca de Almazán que pertenece al municipio de Barca.

## Demografía
En el año 1981 la localidad contaba con 23 habitantes, reducidos a 11 en 2010, concentrados en el núcleo principal.
| Gráfica de evolución demográfica de Ciadueña entre 2000 y 2018                                   |
|                                                                                                  |
| Población de derecho (2000-2010) según los censos de población del INE a 1 de enero de cada año. |

## Historia
A la caída del Antiguo Régimen la localidad se constituye en municipio constitucional en la región de Castilla la Vieja que en el censo de 1842 contaba con 10 hogares y 44 vecinos, para posteriormente integrarse en Barca.
En 2008, se descubrió un poblado celtibérico, muy bien conservado, en las eras de esta población.
Los trabajos arqueológicos han permitido extraer valiosas piezas que están en el Museo Numantino de Soria, como una vasija llamada "Vasija de los caballos" y han dado mucho conocimiento sobre cómo vivían en esta ciudad que fue grande en su día y no fue romanizada.
La Junta de Castilla y León desarrolló y financió, a través de la Dirección General de Patrimonio Cultural, un proyecto de investigación en Ciadueña, creando un espacio en la web para visitarlo virtualmente.
Tras seis campañas de excavación entre 2010 y 2017 los profesionales han encontrado en una dos viviendas ajuares de cerámico enteros, el vaso de los caballos (una pieza excepcional),  enseres domésticos, proyectiles, hondas y han podido constatar que las casas celtíberas eran avanzadas, tenían techumbre, utilizaban la madera para las estanterías, bastidores y marcos de las puertas, entre otros descubrimientos.
Ciadueña está en un alto, y se protegía por uno de sus lados con un foso y murallas a su alrededor.